# Pa-gwa
Pa-gwa (koreanisch 파과, internationaler Titel: The Old Woman with the Knife) ist ein südkoreanischer Spielfilm von Regisseur Min Kyu-dong. Der Thriller erzählt die Geschichte einer legendären Auftragskillerin, die sich mit dem Älterwerden und einer Bedrohung aus ihrer Vergangenheit auseinandersetzen muss. Die Weltpremiere des Films fand im Februar 2025 im Rahmen der 75. Berlinale statt.

## Handlung
Hornclaw ist eine legendäre Auftragskillerin, seit Jahrzehnten in der Branche gefürchtet. Im Laufe der Jahre hat sie ihre tödliche Technik perfektioniert: Mit einem spitzen Gegenstand injiziert sie ihren Opfern lautlos und unauffällig Gift. Ebenso gefürchtet ist ihr ausgeklügelter Messerkampf – ihre Klingen schärft sie stets selbst.
Als ein neuer Auftrag sie auf die Spur eines skrupellosen Mörders führt, gerät sie selbst in Lebensgefahr und wird von Bullfight gerettet, einem jungen, talentierten Killer. Zum ersten Mal in ihrer Karriere steht sie einem Gegner gegenüber, der schneller und scheinbar überlegen ist. Doch Hornclaw besitzt etwas, das ihm fehlt: Erfahrung, Instinkt und strategisches Denken. Ihr Auftraggeber beginnt an ihr zu zweifeln, doch sie weigert sich, sich von der jüngeren Generation verdrängen zu lassen. Die Rivalitäten mit Bullfight eskaliert, als er sich aus einer tödlichen Falle befreien kann, die sie für ihn gestellt hat.
Unerwartet kommt ein verletztes Hündchen in ihr Leben. Widerwillig nimmt sie es auf, nachdem sie es zum Tierarzt Dr. Kang gebracht hat. Zwischen ihr, dem Tierarzt und seiner kleinen Tochter entsteht eine freundschaftliche Verbindung.
Als Bullfight Dr. Kangs Tochter entführt, zwingt er Hornclaw, sich ganz auf ihn zu konzentrieren. Dieser Kampf führt sie tief in eine Vergangenheit, die ihre beider Schicksale miteinander verbindet.

## Produktion
Der Film feierte seine Weltpremiere im Rahmen der 75. Berlinale und wurde in der Sektion Berlinale Special präsentiert.